# Robotteknologi
 Denne artikel bør gennemlæses af en person med fagkendskab for at sikre den faglige korrekthed.

Robotteknologi er et tværfagligt område, der involverer udvikling, konstruktion, drift og brug af robotter..